# Любино (Андреапольский район)
Любино — деревня в Андреапольском районе Тверской области. Входит в Волокское сельское поселение.

## География
Расположена примерно в 38 верстах к северо-западу от города Андреаполь на берегу озера Любино.

## История
В конце XIX — начале XX века это был посёлок разночинцев в Холмском уезде Псковской губернии.
По состоянию на 1997 год в деревне имелось 64 хозяйства и проживало 174 человека. В Люблино находилась администрация сельского округа, центральная усадьба АО «Любинское», неполная средняя школа, дом культуры, магазин, медпункт, МТФ.

## Население
| 2002 | 2010 |
| ---- | ---- |
| 141  | ↘105 |

Национальный состав
Согласно результатам переписи 2002 года, в национальной структуре населения русские составляли 89 % от жителей.